# Theaterhotel Almelo
Het Theaterhotel Almelo is een combinatie van een hotel met 196 kamers en een voormalig theater met 850 zitplaatsen in de Overijsselse stad Almelo.

## De geschiedenis
In de jaren 1980 lieten de resultaten van theater ‘De Hagen’ nogal te wensen over. Het theater bracht voor de gemeente Almelo meer kosten dan opbrengsten met zich mee. Er werd in 1986 een overeenkomst gesloten met de familie Van der Valk. De schouwburg mocht geïntegreerd worden in een groot gebouw, waarin tevens een hotel, restaurant en congrescentrum gevestigd zouden worden. Dit was om twee redenen een bijzondere overeenkomst: tot dat moment waren alle schouwburgen in handen van de Nederlandse overheid en de familie Van der Valk had geen enkele ervaring met de exploitatie van een theater.
Het voorste deel van de schouwburg is volledig gesloopt om ruimte te maken voor het hotel. De theaterzaal werd intact gehouden; de zaal was namelijk in uitstekende conditie met nieuw beklede stoelen en een goede akoestiek. Ook de Oude Herensociëteit werd in het gebouw opgenomen. De heren van de sociëteit kregen in ruil voor deze ruimte een nieuwe sociëteit in het nieuwe gedeelte van het Theaterhotel. De Oude Sociëteit werd verbouwd tot restaurant. Cultureel centrum 'De Hagen' werd Theaterhotel Almelo. De opening vond plaats op 21 januari 1991. De familie Hammink voert sindsdien de bedrijfsleiding over het complex.

## Theater
In het theater waren jaarlijks meer dan 100 voorstellingen, waaronder musicals, dans, muziek, cabaret en toneel. Na een theatervoorstelling was er in het weekend in de lounge van het hotel live muziek. Samen met Hof 88 als kleine schouwburgzaal, opgericht in 1988, werd een gezamenlijke programmering samengesteld om voorstellingen tot hun recht te laten komen. In 2024 sloot het theater. Het hotel staat apart van het theater en bleef open.